# Dave Johnson (dessinateur)
Pour les articles homonymes, voir Dave Johnson.
Dave Johnson (né le 4 avril 1966) est un dessinateur de bande dessinée américain principalement connu pour ses couvertures de comic books.

## Prix et récompenses
- 2001 : Prix Eisner du meilleur artiste de couverture pour son travail sur Detective Comics et 100 Bullets